# Verjon
Verjon település Franciaországban, Ain megyében. Lakosainak száma 343 fő (2022. január 1.). Verjon Courmangoux, Salavre és Villemotier községekkel határos.

## Népesség
A település népessége az elmúlt években az alábbi módon változott:
| Lakosok száma | 205  | 209  | 192  | 237  | 253  | 262  | 295  | 311  | 333  | 343  |
|               | 1968 | 1982 | 1999 | 2006 | 2011 | 2015 | 2017 | 2018 | 2020 | 2022 |